# Ugo Ciappina
Ugo Ciappina (Milano, 9 giugno 1928 – Milano, 6 ottobre 2023) è stato un criminale italiano, celebre rapinatore ed ex partigiano.

## Biografia
Esponente della ligera milanese, proveniva da una famiglia originaria di Palmi in Calabria, partecipò alla Resistenza italiana come staffetta partigiana nei GAP, i gruppi d'azione patriottica.
Catturato dai nazifascisti, fu rinchiuso nel carcere di San Vittore, resistette alle torture e non tradì mai i propri compagni di lotta.
Il fratello, Giuseppe Ciappina detto "Navarro" o "Pastore", fu dirigente del Partito Comunista clandestino di Como e ispettore delle Brigate Garibaldi. In seguito alle vicissitudini del fratello, Giuseppe Ciappina cambiò il cognome in Giuseppe Coppeno. 
Nel dopoguerra Ugo Ciappina, dopo aver svolto diversi mestieri, fra cui l'ascensorista in un albergo di lusso, partecipò a diverse rapine compiute dalla Banda Dovunque. La Banda Dovunque era composta da diversi rapinatori professionisti fra cui il veterano Joe Zanotti e l'ex emigrante in Francia Giuseppe Seno, l'ambiguo ex fascista Alfredo Torta e l'amico di Ugo Ciappina, ex studente di filosofia e partigiano, Ettore Bogni. La banda era detta Dovunque a causa dei suoi colpi effettuati in più parti del nord Italia: Milano, Imola e Bologna fra il 1948 e il 1949; fu una delle prime a muoversi rapidamente con automobili veloci, come la Lancia Aprilia. Una Lancia Aprilia fu rubata a Napoli da uno dei componenti della banda, Mario il napoletano, all'attore napoletano Eduardo De Filippo.
I componenti furono tutti catturati alla fine del 1949. Si scoprì che Ugo Ciappina ed Ettore Bogni avevano consegnato parte del bottino ad un fantomatico rivoluzionario comunista armeno, Calust Megherian, il quale aveva promesso di donarli al PCI. Tale fatto si rivelò una montatura. La figura ambigua dell'armeno svanì nel nulla. Fu probabilmente una montatura politica per svalutare il PCI in piena guerra fredda. 
Le confessioni di Alfredo Torta fecero arrestare tutta la banda. In un covo su cui faceva affidamento Ciappina, situato in via Santa Maria Fulcorina, il numero civico vicino proprio alla sua casa, furono trovate numerose armi da guerra. Nel processo del 1952 la montatura fu smentita. Ugo Ciappina uscì di galera nel 1955. 
Ciappina fu arrestato nuovamente nell'aprile del 1958, accusato di aver partecipato alla famosa rapina di via Osoppo. Fu condannato insieme ai complici, Enrico Cesaroni, Romano Perego, Vittorino Magro, Giovanni Berni, Ferdinando Russo, Luciano De Maria, Arnaldo Gesmundo, Arnaldo Bolognini, Eros Castiglioni. Ugo Ciappina fu scarcerato nel 1974.
Negli anni seguenti fu arrestato altre volte, ma fu sempre assolto: nel 1981, per una rapina a Cosenza e nel 1984 per un "colpo grosso" in piazza Diaz a Milano, alla Cariplo. Nottetempo da un tombino i rapinatori bucarono muri e pareti e anche la cassaforte. L'ammontare della rapina fu di alcuni miliardi di lire. Gli autori furono tutti arrestati. Mesi dopo fu arrestato Ugo Ciappina, ma dopo due anni di dibattimenti fu assolto per insufficienza di prove.
Nel 2002 Ciappina fu bloccato all'alba in piazza Oberdan mentre scassinatori stavano bucando un muro e tentando di aprire la cassaforte del negozio di abbigliamento Tincati. Fu poi rilasciato e, in seguito, assolto. Il suo alibi resse. Agli inquirenti dichiarò che si stava recando nella farmacia di turno ad acquistare le indispensabili pillole per la pressione.
Ugo Ciappina non amava essere intervistato. I media non sono mai riusciti ad allettarlo, nemmeno con alte somme di danaro; tuttavia a marzo 2019 ha rilasciato un'intervista a Andrea Galli per il Corriere della Sera.